# Aire (derecho)

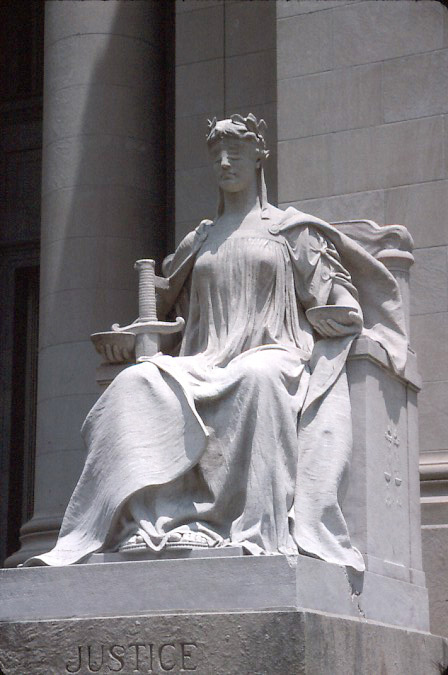
La representación de la Diosa Justicia muestra a la diosa equipada con tres símbolos del Derecho: la espada simboliza el poder coercitivo del estado; la balanza simboliza el equilibrio entre los derechos de los litigantes; y la venda sobre los ojos representa la imparcialidad.

Aunque en tiempos pasados el Derecho considerase el aire como cosa común, los progresos de la aeronáutica lo han convertido en cosa pública, sujeta a la soberanía de Estado, que la ejerce sobre la columna situada encima del territorio y mar territorial, ámbito que en cada Estado puede regular las condiciones de utilización del espacio aéreo.